# Râul Leine
Leine este un râu cu o lungime de 281 de km, afluent de pe versantul stâng a lui Aller. Râul este situat în Turingia și Saxonia Inferioară.

## Afuenți
| - Liene (D) – la Leinefelde - Volksbach - in Wingerode - Steinbach (D) - in Bodenrode - Geislede (S) – in Heilbad Heiligenstadt - Beber-Bach (D) – la Heilbad Heiligenstadt - Lutter (S) – in Uder - Schleierbach (S) – la Niedergandern - Molle (S) – la Friedland - Dramme (S) – la Obernjesa - Wende-Bach (D) – la Niedernjesa - Garte (D) – la Rosdorf - Rase (S) – la Rosdorf - Lutter (D) – in Göttingen - Grone (S) – in Göttingen - Harste (S) – la Nörten-Hardenberg-Parensen - Weende (D) – la Nörten-Hardenberg-Angerstein - Rodebach (D) – la Nörten-Hardenberg-Angerstein - Espolde (S) – la Nörten-Hardenberg-Lütgenrode - Bever (D) – la Nörten-Hardenberg - Moore (S) – la Northeim - Rhume (D) – la Northeim | - Bölle (S) – la Northeim - Ilme (S) – la Einbeck - Aue (D) – la Kreiensen-Haieshausen - Gande (D) – la Kreiensen - Wispe (S) – Alfeld-Wispenstein - Glene (S) – la Alfeld - Despe (D) – la Gronau - Saale (S) – la Elze - Haller (S) – la Nordstemmen - Rössingbach (D) – la Barnten - Gestorfer Beeke (S) – la Jeinsen - Innerste (D) – la Sarstedt - Ihme (S) – in Hannover - Fösse (S) – in Hannover - Westaue (S) – la Bordenau - Totes Moor (S) – - Auter (D) – la Averhoy - Große Beeke (D) – la Vesbeck - Grindau (D) – nahe Schwarmstedt-Grindau |